# 제프리 엡스타인의 죽음
미국 금융인이자 유죄 판결을 받은 성범죄자인 제프리 엡스타인의 사망은 2019년 8월 10일에 발생했다. 교도관들은 뉴욕의 메트로폴리탄 교정 센터의 감방에서 엡스타인이 감방 침대 옆에 매달린 채 의식이 없는 것을 발견했다. 그는 성적 인신매매 혐의로 재판을 기다리고 있었다. 교도관들이 심폐소생술을 실시한 후, 그는 심장마비 상태로 뉴욕 다운타운 병원으로 이송되었고, 오전 6시 39분에 사망 판정을 받았다. 뉴욕 시 검시관과 법무부 감찰관은 엡스타인의 사망이 목맴에 의한 자살이라고 판정했다. 엡스타인의 변호인들은 검시관의 결론에 이의를 제기하고 병리학자 마이클 베이든을 고용하여 자체 조사를 시작했다.
처음에는 의구심을 표명했던 윌리엄 바 법무장관은 엡스타인의 죽음을 "완벽한 불운의 폭풍"이라고 묘사했다. FBI와 법무부 감찰관 모두 그의 죽음을 둘러싼 상황에 대해 조사를 진행했다. 당직 교도관들은 나중에 여러 건의 기록 위조 혐의로 기소되었다. 많은 공인들은 연방 교도소 관리국의 과실을 비난했으며, 여러 국회의원들은 연방 교도소 시스템 개혁을 요구했다. 이에 바는 교도소 관리국장을 해임했다.
엡스타인의 죽음으로 인해 그에 대한 모든 혐의는 기각되었고, 진행 중이던 성적 인신매매 조사는 그의 동료로 지목된 인물들, 특히 2020년 7월에 체포되어 기소되었고 2021년 12월 29일에 5건의 성적 인신매매 관련 혐의로 유죄 판결을 받은 길레인 맥스웰에게로 초점이 옮겨졌다. 또 다른 동료인 장 뤽 브루넬은 2020년에 프랑스 당국에 체포되었고 나중에 자살했다.
엡스타인의 사망 당일 밤 정상적인 교도소 절차 위반과 감방 앞 두 대의 카메라 고장, 그리고 그가 유력 인사들에 대한 불리한 정보를 가지고 있다는 주장으로 인해 그의 죽음은 살해 가능성에 대한 추측과 음모론을 불러일으켰다. 다른 이론들은 그의 죽음이 가장된 것이라고 주장했다. 2019년 11월, 그의 죽음의 논란적인 성격은 "엡스타인은 자살하지 않았다"는 인터넷 밈을 낳았다. 여론조사에 따르면 엡스타인이 자살했다고 믿는 미국인은 소수에 불과하며, 한 조사에서는 응답자의 16%만이 엡스타인이 자살했다고 믿고, 45%는 살해되었다고 믿고, 39%는 확신하지 못하는 것으로 나타났다.

## 체포 및 수감

### 체포 및 기소

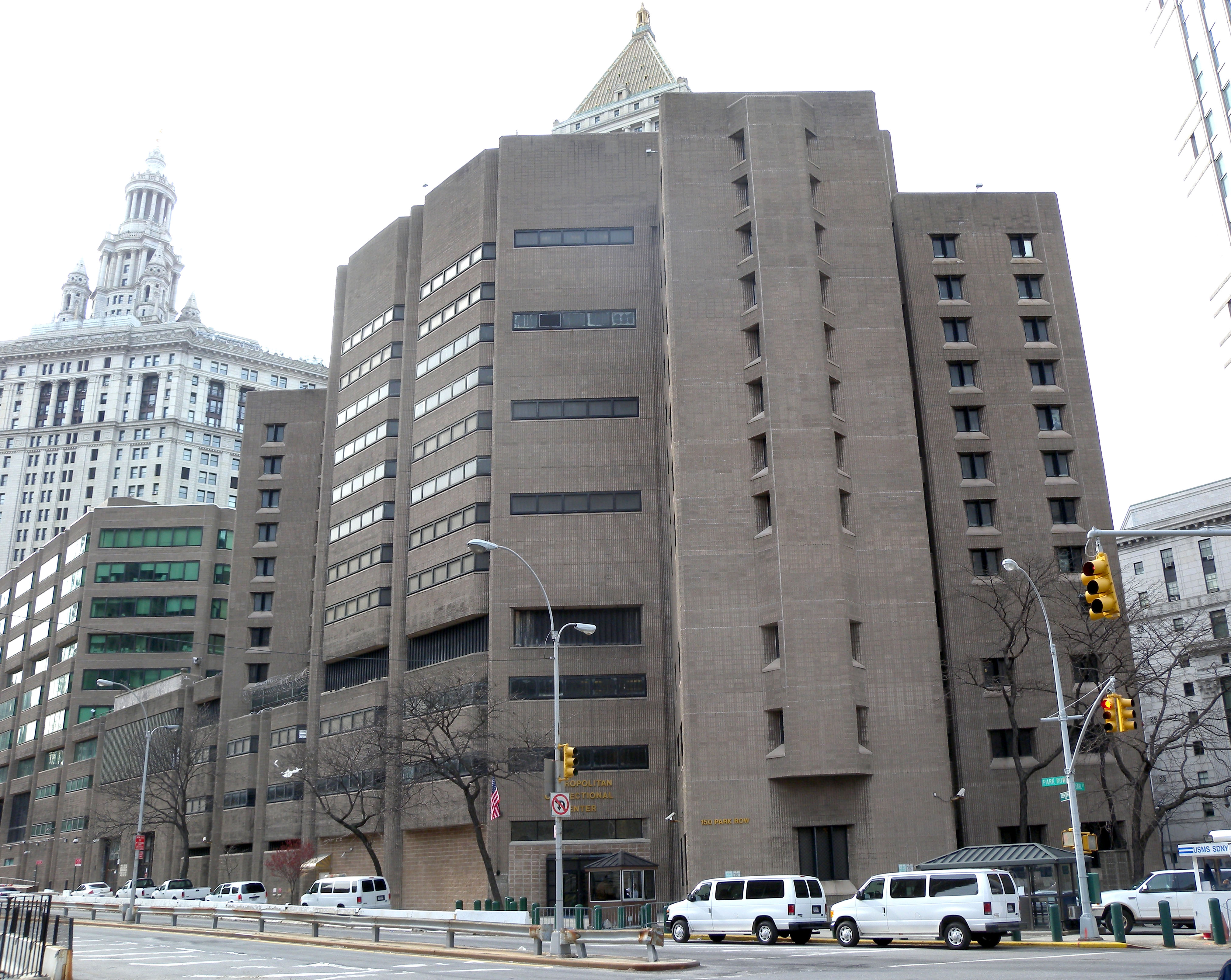
2019년 체포 후 엡스타인이 수감되었던 메트로폴리탄 교정 센터

2019년 7월 6일, 제프리 엡스타인은 성적 인신매매 등 여러 혐의로 뉴욕 시에서 체포되어 로어맨해튼의 메트로폴리탄 교정 센터에 수감되었다. 그는 무죄를 주장했다. 그는 2008년 플로리다에서 유사한 혐의에 직면했지만, 유죄 인정 협상으로 연방 혐의를 피했다. 이 협정의 조항에 따라 그는 두 가지 주 중범죄 혐의에 대해 유죄를 인정했고, FBI가 확인한 36명의 피해자에게 배상금을 지급했으며, 플로리다와 뉴욕 모두에서 성범죄자로 등록했다.
2019년 7월 18일, 엡스타인은 뉴욕 시 타운하우스에서 전자팔찌를 착용하기 위해 60만 달러를 제안했지만 보석이 거부되었다. 그는 지난 18개월 동안 20번의 국제선 항공편을 이용했기 때문에 잠재적인 도주 위험으로 간주되었다. 엡스타인은 보석 거부 결정에 대해 미국 제2항소법원에 항소했으며, 그의 사망 당시 항소는 여전히 계류 중이었다.

### 초기 사건 및 마지막 주
2019년 7월 23일 오전 1시 27분 , 엡스타인은 목 부상을 입은 채 감방에서 반의식 상태로 발견되었다. 교도소 관계자들은 그의 감방 동료인 다중 살인 및 마약 공모 혐의자 니콜라스 타르타글리오네를 심문했다. 그는 엡스타인을 해치지 않았다고 부인했다. 내부 교도소 조사 결과 타르타글리오네는 이 사건과 관련이 없는 것으로 밝혀졌다. 한 익명의 소식통은 엡스타인이 자신의 변호사들에게 타르타글리오네가 자신에게 부상을 입혔다고 말했다고 주장했고, 또 다른 익명의 소식통은 엡스타인이 이송되기 위해 이 사건을 꾸몄다고 주장했다. 엡스타인의 피해자로 알려진 세 명을 변호했던 변호사 스펜서 쿠빈은 2019년 7월, 엡스타인의 첫 번째 자살 시도 이후, 그것이 그의 생명에 대한 공격이라고 믿으며, 그가 감옥에서 살해될 가능성이 높다고 말했다.
이 사건으로 인해 엡스타인은 자살 방지 감시 대상이 되었다. 그는 창문으로 둘러싸인 관찰 감방에 수감되었고, 불은 켜져 있었고 그가 자살에 사용할 수 있는 어떤 기기도 허용되지 않았다. 6일 후, 정신과 직원들은 정신과 검사 후 엡스타인을 자살 방지 감시에서 제외했다. 그는 그 후 특별 수용소(SHU)로 돌아왔고, 그곳에서 감방 동료와 함께 30분마다 확인을 받도록 되어 있었다.
엡스타인의 사망 후 감방에서 그가 쓴 쪽지가 발견되었다. 그 쪽지에는 그가 몸에 기어다니는 큰 벌레들에 대해 불평하고, 교도관 토바 노엘이 그에게 탄 음식을 주었으며, 한 교도관이 의도적으로 옷을 입지 않은 채로 한 시간 동안 샤워실에 가두었다는 내용이 담겨 있었다. 8월 8일, 엡스타인은 두 명의 변호사가 입회한 가운데 유언에 서명했다. 유언에는 두 명의 오랜 직원이 집행인으로 지명되었고, 모든 자산과 유산에 남아있는 모든 자산은 즉시 신탁으로 증여되었다.

## 사망
엡스타인이 보안 수용소 (SHU)에 수감되었을 때, 교도소는 법무부에 그가 감방 동료와 함께 지낼 것이며 교도관이 30분마다 감방을 확인할 것이라고 통보했다. 이러한 절차는 그가 사망한 밤에는 지켜지지 않았다. 8월 9일, 엡스타인의 감방 동료 는 이송되었고, 교체 인원은 들어오지 않았다. 사망 전날 저녁, 엡스타인은 변호사들과 만났는데, 변호사들은 그를 "기분 좋았다"고 묘사했고, 오후 7시 49분 에 교도관 토바 노엘의 인도로 SHU로 다시 돌아갔다. CCTV 영상은 두 교도관이 오후 10시 에 필요한 교도소 내부 인원 확인을 수행하지 않았고, 오후 10시 30분 에 노엘이 엡스타인의 감방 앞을 잠시 지나가는 것을 기록했는데, 이는 교도관이 그의 감방이 있는 층에 들어간 마지막 시간이었다. 밤새도록 교도소의 정상적인 절차를 위반하여 엡스타인은 30분마다 확인되지 않았다. 밤새 그의 감방을 확인해야 할 두 교도관인 노엘과 마이클 토마스는 약 3시간 동안 책상에서 잠이 들었고 나중에 관련 기록을 위조했다. 엡스타인의 감방 앞 두 대의 카메라도 그날 밤 고장났다. 다른 카메라의 영상은 "사용할 수 없었다".

### 발견
8월 10일 아침 6시 30분  직후 교도관들이 아침 식사를 배급하던 중, 엡스타인은 감방에서 심장마비 상태로 의식이 없는 채 발견되었다. 그는 무릎을 꿇은 자세로 침대 시트를 목에 감고 있었다. 시트는 침대 상단에 묶여 있었다. 그는 그 당시 이미 약 두 시간 동안 사망한 것으로 추정되었다. 교도관들은 엡스타인에게 심폐소생술을 실시했고, 다른 죄수들은 그들이 "숨 쉬어, 엡스타인, 숨 쉬어!"라고 외치는 것을 들었다. 오전 6시 33분 , 교도관들은 경보를 울려 감독관에게 알렸고, 노엘은 감독관에게 "엡스타인이 스스로 목을 매었다 [sic]."라고 말했다. 그는 뉴욕 다운타운 병원으로 급히 이송되었고, 오전 6시 39분 에 사망 판정을 받았다. 그의 시신은 곧바로 검시관실로 이송되었다.
엡스타인의 시신을 감방에서 옮긴 것은 규정 위반이었다. 미국 연방 교도소 관리국 (BOP)은 자살 현장을 "사망이 발생한 범죄 현장과 동일한 수준의 보호"로 취급하도록 규정하고 있기 때문이다. 결과적으로 교도소 직원들은 엡스타인의 시신이 발견되었을 때 사진을 찍는 데도 실패했다.

### 논란
엡스타인의 죽음은 MCC에서 14년 만에 자살로 판정된 첫 번째 사망 사건이었다. 마이클 베이든과 60분은 거의 6 ft (1.8 m) 키에 185 파운드 (84 kg) 무게가 나가는 엡스타인이 낮은 이층 침대에서 스스로 목을 맬 수 있었는지 의문을 제기했다. 사망 후 찍힌 사진에는 상단 이층 침대에 병과 약이 똑바로 놓여 있는 것도 보인다. 베이든은 또한 엡스타인이 감방에 있는 다른 물건들, 예를 들어 더 강하고 긴 수면 무호흡증 기기에서 나온 전선이나 튜브를 끈으로 사용하지 않은 이유에 대해서도 의문을 제기했다.

### 가능한 동기
엡스타인의 사망 후 5주 만에 연방 교도소 관리국이 작성한 심리 재구성 보고서에 따르면 엡스타인의 정체성은 "그의 부, 권력, 그리고 다른 유명 인사들과의 연관성"에 기반을 둔 것으로 보였다. 이 보고서는 또한 그의 자살 원인을 중요한 대인 관계의 부족, 지위 상실, 그리고 남은 생애를 감옥에서 보내야 할지도 모른다는 생각에 기인한다고 본다.

## 부검 및 의학적 증거

### 부검
뉴욕 시 수석 검시관 바버라 샘프슨은 8월 11일에 엡스타인의 시신에 대해 4시간 동안 부검을 실시했다. 엡스타인의 변호인들은 병리학자 마이클 베이든을 보내 부검을 참관하게 했다. 부검 후 검시관실은 엡스타인이 침대 시트로 목을 매 자살했다고 보고했다. 8월 14일, 비공식 소식통은 엡스타인의 목에서 골절이 발견되었다고 보도했다. 법의학 전문가와 연구에 따르면, 이러한 골절은 고령자의 자살에서 발생할 수 있지만, "교살에 의한 살인 피해자에게서 더 흔하다"고 한다. MCC에서 자살로 판정된 마지막 사망은 1998년에 발생했다. 엡스타인의 변호인들은 검시관의 보고서 발표 후 공동 성명을 발표하며 불만을 표명하고 결론에 이의를 제기하며 더 완전한 답변이 곧 나올 것이라고 말했다. 그들은 변호팀이 엡스타인의 죽음의 상황과 원인에 대한 자체 조사를 계속할 것이며, 사망 당일 밤 감방 근처의 카메라 영상을 확인하기 위한 법적 조치를 취할 것이라고 말했다. 그들은 나중에 엡스타인의 죽음과 관련된 증거가 자살보다 살인과 "훨씬 더 일치한다"고 말했다.

### 부검 보고서 및 비판

엡스타인의 목뿔뼈 등이 부러졌다. 이것이 목맴 또는 교살 중 어느 쪽을 더 나타내는지 논란이 있다.

8월 16일, 샘프슨은 엡스타인의 죽음이 목맴에 의한 자살로 판정되었다고 발표했다. 나중에 상충되는 보고서들은 엡스타인이 입은 부상이 자살과 마찬가지로 교살 또는 살인과 일치하거나 그 이상이라고 말했다. 샘프슨의 보고서는 그의 죽음에 범죄 행위가 없었음을 밝혔다. 엡스타인의 변호사 3명은 샘프슨의 결론에 불만을 표명했으며, 부검을 참관하기 위해 법의학 병리학자 마이클 베이든을 고용했고, 자체 조사를 시작하고 미래에 더 자세한 성명을 발표할 것이라고 말했다. 베이든은 샘프슨의 부검이 진행될 때 이를 참관했지만, 부검 후 샘프슨의 사무실과 엡스타인의 유산 관련 재산에 의해 제기된 함구령 때문에 언급할 수 없다고 말했다.
2019년 10월 30일, 베이든은 엡스타인의 목 부상이 자살보다 "살인적 교살"과 훨씬 더 일치한다는 보고서를 발표했다. 그는 엡스타인이 "왼쪽 및 오른쪽 후두, 특히 갑상연골 또는 후두융기에 두 개의 골절이 있었고, 후두융기 위 왼쪽 목뿔뼈에도 하나의 골절이 있었다"고 진술했다. 특히 베이든은 엡스타인의 목뿔뼈가 뒤에서 교살당한 것을 나타내는 방식으로 부러졌다고 주장했다. 그날 늦게 샘프슨은 베이든의 주장을 일축하며 "나는 엡스타인 씨의 사망 원인과 방식에 대한 우리의 결정에 확고히 지지한다. 원인은 목맴이고, 방식은 자살이다"라고 말했다. 베이든은 나중에 "지난 40~50년 동안 뉴욕 시 주립 교도소에서 발생한 수천 건의 교도소 목맴 자살을 검토했지만, 세 군데가 골절된 경우는 없었다"고 말했다. 신경외과 의사이자 CNN 의료 특파원 산제이 굽타는 엡스타인이 나이가 들면서 목뿔뼈가 약해지고 유연성이 떨어져 목맴 시 쉽게 부러질 수 있다고 주장했다. 굽타는 또한 여러 개의 목뼈 골절이 목맴의 특징적인 증거라고 제안했다. 에모리 대학교 병원의 척추 수술 책임자인 제럴드 로드츠도 여러 개의 목뼈 골절이 목맴과 일치한다고 진술했다. 존 제이 형사 사법 대학의 법과학 교수는 목뿔뼈가 약한 뼈이므로 목맴으로 인해 부러질 수 있다고 말했다. 그들의 분석에 따르면, 목뿔뼈 골절만으로는 살인의 충분한 증거가 되지 않는다.

엡스타인의 목에 난 상처와 멍

베이든에 따르면, 목 부상은 전형적인 목맴처럼 아래턱 아래가 아니라 엡스타인의 목 중앙에 있었다. 베이든은 이것이 희생자가 철사나 끈으로 교살당했을 때 더 흔하다고 말했다. 베이든은 또한 상처가 침대 시트 조각보다 훨씬 얇았고, 엡스타인의 목에는 피가 있었지만, 침대 시트 끈에는 피가 없었다고 말했다. 베이든의 주장에 대해 샘프슨은 엡스타인의 죽음이 자살이라는 결론을 고수했다.
2023년 6월, 미국 법무부 감찰관실은 엡스타인이 실제로 자살했다고 확인했다. 조사관들은 수십 명의 증인을 인터뷰하고 10만 건의 문서를 검토했으며, FBI의 조사(역시 자살로 결론 내린)와 모순되는 어떤 것도 발견하지 못했다.

### 매장
부검 후 엡스타인의 시신은 "신원 미상의 지인"이 인수했으며, 나중에 그의 형인 마크인 것으로 밝혀졌다. 9월 5일, 시신은 플로리다 팜비치에 있는 IJ 모리스 다비드의 별 영묘에 부모의 무덤 옆에 표식이 없는 무덤에 묻혔다. 부모의 이름은 훼손 방지를 위해 묘비에서 제거되었다.

## 여파

### 반응
엡스타인의 사망이 발표된 지 몇 시간 후, 도널드 트럼프 대통령은 리트윗을 통해 클린턴 시체수와 관련된 게시물을 공유했는데, 이는 엡스타인의 죽음을 전 대통령 빌 클린턴과 전 국무장관 힐러리 클린턴과 연결시키려는 음모론이었다. 사흘 후 펜실베이니아주 연설에서 트럼프는 기자들에게 "전면적인 조사"를 원한다고 말했다. 윌리엄 바 법무장관은 엡스타인의 연방 구금 중 사망에 대해 "경악했다"며 "답변되어야 할 심각한 의문점을 제기한다"고 말했다. 그는 FBI 조사 외에도 법무부 감찰관실에 조사를 명령했다. 미국 상원 사법 감독 소위원회의 위원장인 벤 새스 상원의원은 나중에 바에게 "법무부가 실패했다"는 내용의 서한을 보냈다. 그는 "엡스타인의 이전 자살 시도를 고려할 때, 그는 끊임없는 24시간 감시를 받는 패딩 처리된 방에 갇혀 있어야 했다. 분명히 책임자들이 물러나야 한다"고 덧붙였다. 미국 하원 사법위원회 위원인 맷 게이츠 하원의원은 위원장 제리 내들러에게 엡스타인 사망을 둘러싼 상황 조사를 다른 위원회 조사보다 우선시할 것을 요청했다. 로이스 프랭켈 하원의원은 엡스타인의 2008년 유죄 인정 협상에 대한 의회 조사를 촉구했다. 키어스틴 질리브랜드와 릭 스콧 상원의원은 조사를 촉구하며 엡스타인의 피해자들이 재판에서 해결책을 찾지 못할 것에 대해 불만을 표명했다.
왜 그가 자살 감시 목록에서 제외되었는지에 대한 전면적인 조사가 필요하다고 생각한다. 한 번 자살을 시도한 것을 고려할 때 이상한 결정이라고 생각한다. 왜 그가 자살이 가능한 상황에 방치되었는지 알고 싶다.
8월 11일, 당시 아이오와에서 대통령 선거 운동을 벌이던 뉴욕 시 시장 빌 디블라지오는 "나는 음모론자가 아니지만, 여기에 너무나 편리한 무언가가 있으며, 우리는 무슨 일이 일어났는지 근본적으로 파헤쳐야 한다"고 말했다. 다음 날, 하원 사법위원회 위원장 제리 내들러와 의원 더그 콜린스는 연방 교도소 관리국 (BOP)에 엡스타인의 죽음에 대한 23가지 질문을 보냈다. 그들은 "이 고위층이자 (혐의가 사실로 밝혀진다면) 특히 비난받을 만한 인물이 연방 정부 구금 상태에서 명백히 자살한 것은 수감자 규약의 심각한 오작동 또는 결함을 보여주며, 사망자가 궁극적으로 정의에 직면하는 것을 회피하게 만들었다"고 썼다. "엡스타인의 행동으로 인한 피해자들은 적절한 구제책과 우리 사법 시스템이 그러한 혐의된 잔학 행위에 대해 제공할 수 있는 미미한 보상조차 영원히 박탈당할 것이다. 우리 형사 사법 시스템의 역량과 엄격함은 이러한 명백한 감독 소홀로 인해 손상되었다." 8월 13일, 상원 사법위원회 위원장인 네브래스카 상원의원 벤 새스는 바 법무장관에게 엡스타인과 그의 공모자들에 대한 2008년 불기소 협상을 "찢어버리라"고 촉구하는 서한을 보냈다. 새스는 엡스타인의 사망에도 불구하고 법무부가 그의 공모자들을 정의에 따라 처벌해야 한다고 주장하며 "이 부정한 거래는 용납될 수 없다"고 덧붙였다. 8월 19일, 바는 BOP 국장을 전 국장 캐슬린 호크 소이어로 교체했다. 새스는 이 조치를 칭찬했다.
세 연방 시설의 전 소장인 캐머런 린제이는 NBC 뉴스에 "그를 자살 감시에서 제외한 것은 충격적이다"라고 말했다. "이토록 유명하고, 이런 혐의를 받고 있으며, 많은 피해자를 낳았고, 지난 몇 주 동안 자살 시도를 했던 사람에게는 어떤 위험도 감수할 수 없다. 그는 거기서 나갈 때까지 자살 감시를 받아야 한다." 사건의 연방 검찰은 엡스타인의 죽음을 "충격적"이라고 표현하며 금융가의 사망 후에도 고발인들을 위해 계속해서 정의를 추구할 것이라고 강조했다. 뉴욕 남부 지방법원 검찰총장 제프리 버먼은 성명에서 "이미 나선 용감한 젊은 여성들과 아직 나서지 못한 다른 많은 여성들에게, 우리는 여러분을 위해 계속해서 노력할 것이며, 공모 혐의를 포함한 기소된 행위에 대한 우리의 조사는 계속 진행 중임을 다시 한번 강조한다"고 말했다.

### 조사

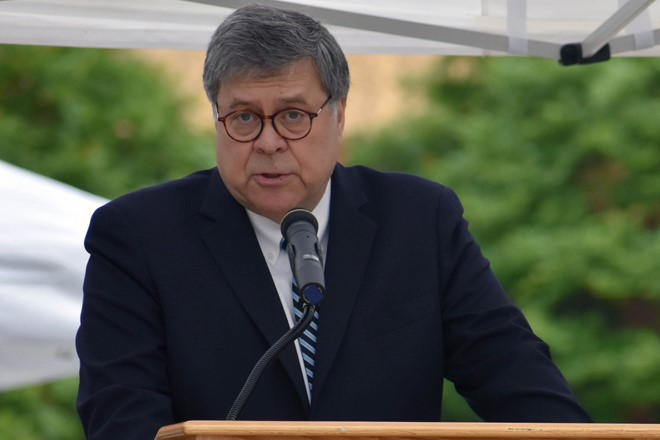
윌리엄 바 법무장관은 나중에 엡스타인의 죽음을 "완벽한 불운의 폭풍"이라고 묘사했다.

BOP는 엡스타인 사망 상황에 대한 조사를 시작했으며, 바 법무장관은 법무부 관계자들이 메트로폴리탄 교정 센터의 "심각한 불규칙성"을 철저히 조사할 것이라고 말했다. 그러나 바는 엡스타인의 죽음을 둘러싼 더 많은 정보를 받으면서, 그것이 단지 "완벽한 불운의 폭풍"일 뿐이라고 믿게 되었다.
2019년 11월, BOP 국장 소이어는 상원 사법위원회에 FBI가 "범죄 조직"이 엡스타인의 죽음에 연루되었는지 조사 중이라고 말했다. 그녀는 "내가 아는 한" 그의 죽음이 "자살 외에 다른 것이라는 징후는 없다"고 덧붙였다. 대변인은 나중에 그녀가 "범죄 조직"이라는 표현을 사용한 것은 린지 그레이엄 상원의원이 그에 대해 질문했기 때문이며, "직원들의 가능한 범죄 행위를 조사하는 것을 언급한 것"이라고 설명했다.
8월 13일, 바 법무장관은 FBI와 법무부 감찰관이 엡스타인의 죽음을 둘러싼 상황을 조사하는 동안, BOP에게 MCC 교도소장 라민 엔디아예를 일시적으로 재배치하도록 명령했다. FCI 오티스빌 교도소장 제임스 페트루치는 임시 교도소장으로 임명되었다. 엡스타인 부서에 배정된 두 직원은 행정 휴가 조치되었다. 8월 14일, 엡스타인의 형사 사건을 감독하던 맨해튼 연방 법원 판사 리처드 버먼은 엔디아예에게 엡스타인의 죽음에 대한 조사가 그의 이전 (7월 23일) 부상에 대한 조사도 포함할 것인지 묻는 서한을 보냈다. 버먼 판사는 자신의 지식으로는 그 사건에 대해 무엇을 결론 내렸는지 확실히 설명된 적이 없다고 썼다. 2019년 11월, 버먼은 뉴욕 타임스에 바에게 공개 서한을 통해 광범위한 교도소 개혁을 요구했다.
미국 법무부의 감찰관 조사 보고서가 2023년 6월 27일에 발표되었는데, 엡스타인의 수감 및 사망과 관련하여 교도소 관계자들의 반복적인 "태만, 비행, 그리고 명백한 업무 수행 실패"를 비난했다. 또한 발생한 일이 자살 외에 다른 것이라는 어떤 주장도 강력히 반박했다.
프랑스 정부 장관 두 명인 말렌 시아파와 아드리앙 타케는 엡스타인의 프랑스와의 연관성에 대한 "많은 미해결 질문"에 대한 조사를 촉구하며, 프랑스 정부가 자체 조사를 시작할 것을 요구했다. ABC 뉴스에 따르면 시아파와 타케는 성명에서 "미국 조사는 프랑스와의 연결고리를 강조했다"고 말했다. 대변인은 ABC에 "따라서 모든 것이 밝혀지도록 프랑스에서 조사를 시작하는 것이 피해자들에게는 근본적으로 중요하다고 생각한다"고 말했다. "파리 검찰청에 접수된 증거들은 분석되고 교차 검증 중이다." 8월에 프랑스는 남미에 숨어 있는 것으로 알려진 엡스타인의 동료 장 뤽 브루넬에 대한 조사를 시작했다. 그는 2020년 12월 16일에 체포되었다.
리처드 버먼 판사는 8월 29일 엡스타인에 대한 모든 혐의를 기각했다. 그 결과, 성적 인신매매 조사와 언론의 관심은 브루넬, 앤드루 왕자, 길레인 맥스웰과 같은 그의 혐의된 동료들에게로 옮겨졌다. 악시오스가 입수한 문서에 따르면, 2025년 도널드 트럼프 2기 행정부 하의 법무부는 엡스타인이 살해되지 않았으며, 엡스타인의 동료 이름이 담긴 이른바 "고객 목록"은 존재하지 않는다고 결론 내렸다.

### 이후 형사 재판 및 전개
2019년 11월 19일, 뉴욕 연방 검찰은 MCC 교도관 마이클 토마스와 토바 노엘을 여러 건의 기록 위조 및 기록 위조 공모 혐의로 기소했다. 이 혐의는 검찰이 확보한 비디오 영상에 기반을 두고 있는데, 이 영상은 교도관들이 8시간 동안 엡스타인을 확인하지 않았음을 보여준다. 대신, 그들은 개인 컴퓨터로 검색을 하거나 잠을 잤다. 뉴욕 남부 지방법원 검찰총장 제프리 버먼에 따르면, 그 기간 동안 그들은 필요한 확인을 수행했다고 반복적으로 서명했다. 그들의 보석금은 10만 달러로 책정되었다. 그들은 자신들이 연방 교도소 시스템 내의 더 큰 문제에 대한 "희생양"이라고 주장했다. 2021년 5월, 판사는 유예 기소 협상을 승인했으며, 이를 통해 교도관들은 특정 조건에 동의하면 유죄 판결과 형을 피할 수 있게 되었다.
2019년 12월 엡스타인의 감방 동료 닉 타르타글리오네에 대한 법원 절차에서 연방 검찰은 7월 23일 사건 당시 엡스타인의 감방 외부 감시 영상이 사라졌다고 보고했다. 타르타글리오네의 변호측은 그 영상이 타르타글리오네가 엡스타인의 생명을 구하는 장면을 보여주며, 이는 타르타글리오네의 성격을 보여줄 것이라고 주장했다. 그의 변호사는 사건 발생 이틀 후인 7월 25일에 영상 보존을 요청했었다. 케네스 카라스 판사는 정부에 영상에 무슨 일이 일어났는지 확인해 달라고 요청했다. 며칠 후 연방 검찰은 사라진 영상을 찾았다고 주장하며 성명을 번복했다. 그러나 2020년 1월, 그들은 "사무 착오"로 인해 영상이 영구적으로 삭제되었다고 인정했다.
2020년 7월 2일, 엡스타인이 체포된 지 거의 1년 만에 FBI는 뉴햄프셔 브래드포드에서 맥스웰을 체포하고 기소했다. 혐의에는 "미성년자를 불법 성행위에 참여시키기 위해 유인 및 공모, 범죄 성행위를 목적으로 미성년자를 운송 및 운송 공모, 그리고 두 건의 위증"이 포함되었다. 연방 당국은 그녀가 구금 상태에서 자살을 시도할 수도 있다는 우려를 표명했으며, 추가 안전 프로토콜을 시행한 것으로 알려졌다. 2020년 8월 인터뷰에서 트럼프 대통령은 그녀에게 "잘 되기를 바란다"고 말하며, 엡스타인의 죽음이 자살인지 살인인지 다시 의문을 제기했다.
2020년, 동료 장 뤽 브루넬은 프랑스 검찰에 의해 미성년자 강간 혐의로 체포되어 기소되었다. 그는 재판이 진행되기 전에 명백한 자살로 사망했다.

## 살해 의혹과 음모론
표준 교도소 절차 위반과 엡스타인이 유명 인사들에 대한 불리한 정보를 알고 있었다는 사실 때문에 그의 죽음은 회의론과 여러 음모론을 불러일으켰다. 2019년 8월 그의 사망 직후 실시된 라스무센 리포트 여론조사에 따르면, 미국 성인 중 29%만이 엡스타인이 실제로 자살했다고 믿었으며, 42%는 그가 자신이 연관된 유력 인사들에 대한 증언을 막기 위해 살해당했다고 생각했고, 29%는 미정이었다. 2019년 11월에는 비즈니스 인사이더 여론조사에서 엡스타인이 살해당했다고 믿는 사람들이 자살 지지자들보다 3대 1로 더 많았다. 2020년 여론조사에서 라스무센은 미국인의 대다수가 엡스타인이 살해당했다고 믿고 있으며, 단 21%만이 자살했다고 믿는 것으로 나타났다. 시카고 대학교 교수이자 음모론 전문가인 에릭 올리버는 포퓰리즘적 정서와 정치 시스템에 대한 불신이 공식적인 서술을 광범위하게 거부하는 주요 원인이라고 지적했다.
엡스타인이 많은 부유하고 유력한 사람들과 연결되어 있었기 때문에, 그의 성범죄 공범자나 가담자 중 한 명 이상이 그를 침묵시키기 위해 살해를 계획했을지도 모른다는 추측이 있었다.
8월 27일 청문회에서 엡스타인 변호인 리드 와인가튼은 엡스타인의 죽음이 자살로 인한 것이라는 점에 "상당한 의구심"을 표명했다. 와인가튼에 따르면, 변호사들이 사망 직전 의뢰인을 만났을 때, "우리는 절망적이거나 낙담한, 자살하려는 사람을 보지 못했다". 엡스타인의 형 마크는 제프리가 "종신형을 선고받았다면 스스로 목숨을 끊었을 수도 있었겠지만, 그는 보석 심리를 앞두고 있었다"며 자살 가능성을 부인했다. 그는 또한 엡스타인이 실제로 살해되었다면 자신의 "목숨도 위험에 처할 수 있다"고 주장했다. 엡스타인 사망 약 두 달 후 기자 회견에서 디블라지오는 수석 검시관 샘프슨의 결론을 지지하는 것을 거부하며 "여기에 뭔가가 맞지 않는다. 미국에서 가장 유명한 죄수, 그를 감시하는 것을 누군가가 잊어버렸다는 것은 말이 되지 않는다"고 말했다. 전 미국 검사이자 상원 사법위원회 고문인 브렛 톨먼은 엡스타인의 "많은 유력 인사들과의 연결고리"를 고려할 때 그의 죽음은 "우연 이상"이라고 말했다.
사망 직후, 온라인 음모론자들은 엡스타인이 병원으로 이송되는 사진이 사실은 대역의 것이라고 허위 주장했다. 그들은 시신의 귀와 나란히 놓인 사진 속 엡스타인의 귀 사이의 명백한 차이에 의존했다. 팩트 체커 스놉스는 엡스타인 사진이 15년 된 것이며, "이러한 불일치는 노화의 결과일 가능성이 더 높다"고 지적했다. 2020년 10월, 그의 사망 1년이 지난 후, 엡스타인이 뉴멕시코주에 있는 그의 저택인 조로 랜치에 숨어 있다는 유사한 허위 이론들이 등장했다.

## 대중문화에서
2019년 11월 엡스타인의 죽음을 둘러싼 더 많은 정보가 공개되면서, 그의 죽음과 살해 가능성은 "엡스타인은 자살하지 않았다"는 문구의 형태로 특히 인기 있는 인터넷 밈이 되었다. 이 밈은 폭스 뉴스의 미 해군 특수부대원이나 나중에 MSNBC의 앨라배마 대학교 학생과 같이 라이브 인터뷰 끝에 끼어들면서 유명해졌다. 이 밈은 종종 텍스트 본문 끝이나 이미지 내에서 논리적 비약으로 나타난다. NPR의 스콧 사이먼은 이 밈의 속임수 측면을 릭롤링에 비유했다. 사이먼은 또한 밈에 대한 언론의 관심이 잘못된 정보를 퍼뜨릴 수 있다고 우려했다. AP 통신은 "'제프리 엡스타인은 자살하지 않았다'는 문구는 때로는 실제 믿음이라기보다 대중문화 캐치프레이즈로서 독자적인 생명력을 얻었다"고 지적했다.
연예인들도 엡스타인의 죽음을 코믹하게 언급했다. 리키 저베이스는 제77회 골든 글로브상에서 엡스타인이 스스로 목숨을 끊지 않았다고 말했고, 애덤 드라이버는 새터데이 나이트 라이브에서 지옥에 있는 살해당한 엡스타인을 연기했다. 미국 하원의원 폴 고사는 각 트윗의 첫 글자가 밈 문구를 이루는 23개의 트윗을 게시했다. 이 문구를 두드러지게 특징으로 하는 크리스마스 스웨터와 같은 휴가 테마 상품도 여러 온라인 소매업체에서 판매되었다. 슬레이트와의 인터뷰에서 독립 상인들은 크리스마스/엡스타인 상품 라인이 비교적 잘 팔리고 있으며, 그 인기는 이 조합의 블랙 유머 때문이라고 밝혔다. 버라이어티에 따르면, 크리스마스 테마의 상품은 왕좌의 게임 (드라마) 상품보다 더 많이 팔렸다. 스트리밍 텔레비전 시리즈 더 보이즈의 시즌 2 피날레에서는 스톰프런트가 다른 타임라인에서 엡스타인을 비밀리에 살해했음이 밝혀졌다.
그의 죽음 이후 대중의 관심이 높아지면서 여러 TV 다큐멘터리가 제작되었다. 2020년 5월, 넷플릭스는 제프리 엡스타인: 더러운 부자를 공개했다. 2019년 10월년 기준 HBO, 소니 TV, 라이프타임도 유사한 작품을 제작 중이다.

## 같이 보기
- 미국의 연방 정치 스캔들 목록
- 미해결 사망 사건 목록
- 리틀 세인트 제임스, 미국령 버진아일랜드

## 내용주
1. ↑  예를 들어, 그의 감방 동료를 교체 없이 이동시키고, 금지된 물건을 소지했으며, 그를 확인해야 할 두 명의 교도관이 잠이 들었다.[2][3]
2. ↑  MCC 내에서 엡스타인은 일반 수감자들의 폭력으로부터 자신을 보호하기 위해 특별 수용소에 수감되었다.[7]
3. ↑  이 편지는 볼펜으로 쓰였는데, 교도소 규정상 어떤 죄수도, 특히 자살 방지 감시 대상자는 볼펜을 가질 수 없었다.
4. ↑  그들의 책상은 엡스타인의 감방에서 약 4.5미터 떨어져 있었지만, 계단을 올라 잠긴 문을 통과해야 했다.[26]
5. ↑  엡스타인이 침대 시트를 소지한 것은 그가 자살 방지 감시 대상이었을 때는 교도소 규정에 위배되었을 것이지만, 사망 당시 그는 감독하에 있었으므로 허용되었다.[34]

## 더 읽어보기
- Paybarah, Azi (2019년 11월 20일). “Inside the Jail the Night Jeffrey Epstein Died”. 《The New York Times》. 2020년 3월 20일에 확인함.
- Levenson, Eric (2019년 11월 19일). “A timeline of what Jeffrey Epstein and his prison guards did in his final hours”. CNN. 2020년 10월 25일에 확인함.